# Johann Vogel
Pour les articles homonymes, voir Vogel.
Johann Vogel, né le 8 mars 1977 à Genève est un footballeur international suisse, évoluant au poste de milieu de terrain.

## Biographie

### En club
Après avoir commencé à Grasshopper Zurich, il est engagé par le PSV Eindhoven où sous la houlette de Guus Hiddink, il atteint notamment les demi-finales de la Champions League. Aux côtés de joueurs comme Park, de Van Bommel ou Lee, il devient l'un des meilleurs milieux de terrain aux Pays-Bas. Par la suite, il est transféré au mythique Milan AC. Il est de nouveau demi-finaliste de la Ligue des champions. Mais la concurrence est féroce et il doit plier bagages, direction le Betis Séville, où il ne reste qu'un an. Le club espagnol résilie son contrat et Vogel devra attendre mars 2008 pour trouver un nouveau challenge avec Blackburn Rovers. Il décide de prendre sa retraite sportive le 5 novembre 2009.
Devenu assistant de Ciriaco Sforza à Grasshopper Zurich en octobre 2011, ce dernier le convainc de reprendre la compétition. Il joue son premier match officiel en février 2012 avec l'équipe zurichoise face au FC Thoune, étant même nommé capitaine de son équipe. Son retour ne dure toutefois pas : il remet un terme à sa carrière en mars 2012.

### En sélection
94 sélections, 6974 minutes de jeu, deux buts, une expulsion, sept avertissements de 1995 à 2007.
La première sélection de Johann Vogel avec l'équipe nationale Suisse date du 8 mars 1995 contre la Grèce. Il participe à l'Euro 96, l'Euro 2004 et la Coupe du monde 2006. En août 2004, il succède à Jörg Stiel comme capitaine de l'équipe de Suisse jusqu'au jour de ses 30 ans, le 8 mars 2007, quand le sélectionneur Köbi Kuhn lui annonce par téléphone son éviction de l'équipe nationale.

## Palmarès
- 3 titres de champion de Suisse avec le Grasshopper-Club (1995, 1996 et 1998)
- 1 Coupe de Suisse avec le Grasshopper-Club (1994)
- 4 titres de champion des Pays-Bas avec le PSV Eindhoven (2000, 2001, 2003 et 2005)
- 1 Coupe des Pays-Bas avec le PSV Eindhoven (2005)
- 2 Supercoupes des Pays-Bas avec le PSV Eindhoven
- Footballeur de l’année 2001 aux Pays-Bas (élu par les joueurs professionnels du championnat)